# Bernard Berisha
Bernard Berisha (Peć, 24 ottobre 1991) è un calciatore kosovaro, centrocampista dell'Achmat Groznyj e della nazionale kosovara.

## Biografia
Nato a Peć, nell'allora provincia autonoma jugoslava del Kosovo. Possiede anche il passaporto albanese.

## Carriera

### Club
Il 1º luglio 2014 viene acquistato dallo Skënderbeu, che versa nelle casse del Besa Kavajë 70.000 euro e fa firmare al giocatore un contratto annuale con scadenza il 30 giugno 2015. Dopo aver disputato una buona stagione con i biancorossi, rinnova il suo contratto fino al 2016.
Il 13 gennaio 2016 viene acquistato a titolo definitivo dall'Anži per 250.000 euro, sottoscrivendo un contratto di 3 anni e mezzo, con scadenza il 30 giugno 2019.
Il 4 gennaio 2017 passa al Achmat Groznyj per 2,5 milioni di euro.

### Nazionale
Nel 2016 ha esordito nella nazionale kosovara.

## Statistiche

### Presenze e reti nei club
Statistiche aggiornate al 17 dicembre 2020.
| Stagione              | Squadra               | Campionato            | Campionato | Campionato | Coppe nazionali | Coppe nazionali | Coppe nazionali | Coppe continentali | Coppe continentali | Coppe continentali | Altre coppe | Altre coppe | Altre coppe | Totale | Totale |
| Stagione              | Squadra               | Comp                  | Pres       | Reti       | Comp            | Pres            | Reti            | Comp               | Pres               | Reti               | Comp        | Pres        | Reti        | Pres   | Reti   |
| --------------------- | --------------------- | --------------------- | ---------- | ---------- | --------------- | --------------- | --------------- | ------------------ | ------------------ | ------------------ | ----------- | ----------- | ----------- | ------ | ------ |
| 2012-2013             | Besa Kavajë           | KS                    | 21         | 3          | CA              | 2               | 0               | -                  | -                  | -                  | -           | -           | -           | 23     | 3      |
| 2013-2014             | Besa Kavajë           | KS                    | 28         | 3          | CA              | 1               | 1               | -                  | -                  | -                  | -           | -           | -           | 29     | 4      |
| Totale Besa Kavajë    | Totale Besa Kavajë    | Totale Besa Kavajë    | 49         | 6          |                 | 3               | 1               |                    | -                  | -                  |             | -           | -           | 52     | 7      |
| 2014-2015             | Skënderbeu            | KS                    | 32         | 4          | CA              | 7               | 3               | UCL                | 1                  | 0                  | SA          | 1           | 0           | 41     | 7      |
| 2015-gen. 2016        | Skënderbeu            | KS                    | 17         | 4          | CA              | 1               | 0               | UCL+UEL            | 6+6                | 2+0                | SA          | 1           | 0           | 31     | 6      |
| Totale Skënderbeu     | Totale Skënderbeu     | Totale Skënderbeu     | 49         | 8          |                 | 8               | 3               |                    | 13                 | 2                  |             | 2           | 0           | 72     | 13     |
| gen.-giu. 2016        | Anži                  | PL                    | 11+2       | 1+0        | CR              | 0               | 0               | -                  | -                  | -                  | -           | -           | -           | 13     | 1      |
| 2016-gen. 2017        | Anži                  | PL                    | 17         | 3          | CR              | 2               | 1               | -                  | -                  | -                  | -           | -           | -           | 19     | 4      |
| Totale Anži           | Totale Anži           | Totale Anži           | 28+2       | 4+0        |                 | 2               | 1               |                    | -                  | -                  |             | -           | -           | 32     | 5      |
| gen.-giu. 2017        | Achmat Groznyj        | PL                    | 8          | 1          | CR              | 0               | 0               | -                  | -                  | -                  | -           | -           | -           | 8      | 1      |
| 2017-2018             | Achmat Groznyj        | PL                    | 23         | 1          | CR              | 1               | 0               | -                  | -                  | -                  | -           | -           | -           | 24     | 1      |
| 2018-2019             | Achmat Groznyj        | PL                    | 21         | 0          | CR              | 1               | 0               | -                  | -                  | -                  | -           | -           | -           | 22     | 0      |
| 2019-2020             | Achmat Groznyj        | PL                    | 22         | 3          | CR              | 3               | 1               | -                  | -                  | -                  | -           | -           | -           | 25     | 4      |
| 2020-2021             | Achmat Groznyj        | PL                    | 18         | 6          | CR              | 1               | 0               | -                  | -                  | -                  | -           | -           | -           | 19     | 6      |
| Totale Achmat Groznyj | Totale Achmat Groznyj | Totale Achmat Groznyj | 92         | 11         |                 | 6               | 1               |                    | -                  | -                  |             | -           | -           | 98     | 12     |
| Totale carriera       | Totale carriera       | Totale carriera       | 218+2      | 29+0       |                 | 19              | 6               |                    | 13                 | 2                  |             | 2           | 0           | 254    | 37     |

### Cronologia presenze e reti in nazionale
| Cronologia completa delle presenze e delle reti in nazionale ― Kosovo | Cronologia completa delle presenze e delle reti in nazionale ― Kosovo | Cronologia completa delle presenze e delle reti in nazionale ― Kosovo | Cronologia completa delle presenze e delle reti in nazionale ― Kosovo | Cronologia completa delle presenze e delle reti in nazionale ― Kosovo | Cronologia completa delle presenze e delle reti in nazionale ― Kosovo | Cronologia completa delle presenze e delle reti in nazionale ― Kosovo | Cronologia completa delle presenze e delle reti in nazionale ― Kosovo |
| Data                                                                  | Città                                                                 | In casa                                                               | Risultato                                                             | Ospiti                                                                | Competizione                                                          | Reti                                                                  | Note                                                                  |
| --------------------------------------------------------------------- | --------------------------------------------------------------------- | --------------------------------------------------------------------- | --------------------------------------------------------------------- | --------------------------------------------------------------------- | --------------------------------------------------------------------- | --------------------------------------------------------------------- | --------------------------------------------------------------------- |
| 13-11-2015                                                            | Pristina                                                              | Kosovo                                                                | 2 – 2                                                                 | Albania                                                               | Amichevole                                                            | -                                                                     | 85’                                                                   |
| 3-6-2016                                                              | Francoforte                                                           | Fær Øer                                                               | 0 – 2                                                                 | Kosovo                                                                | Amichevole                                                            | -                                                                     |                                                                       |
| 5-9-2016                                                              | Turku                                                                 | Finlandia                                                             | 1 – 1                                                                 | Kosovo                                                                | Qual. Mondiali 2018                                                   | -                                                                     |                                                                       |
| 6-10-2016                                                             | Scutari                                                               | Kosovo                                                                | 0 – 6                                                                 | Croazia                                                               | Qual. Mondiali 2018                                                   | -                                                                     | 19’ 58’                                                               |
| 9-10-2016                                                             | Cracovia                                                              | Ucraina                                                               | 3 – 0                                                                 | Kosovo                                                                | Qual. Mondiali 2018                                                   | -                                                                     | 54’                                                                   |
| 24-3-2017                                                             | Scutari                                                               | Kosovo                                                                | 1 – 2                                                                 | Islanda                                                               | Qual. Mondiali 2018                                                   | -                                                                     | 83’                                                                   |
| 11-6-2017                                                             | Scutari                                                               | Kosovo                                                                | 1 – 4                                                                 | Turchia                                                               | Qual. Mondiali 2018                                                   | -                                                                     | 53’ 66’, 84’                                                          |
| 5-9-2017                                                              | Scutari                                                               | Kosovo                                                                | 0 – 1                                                                 | Finlandia                                                             | Qual. Mondiali 2018                                                   | -                                                                     | 31’ 70’                                                               |
| 9-10-2017                                                             | Reykjavík                                                             | Islanda                                                               | 2 – 0                                                                 | Kosovo                                                                | Qual. Mondiali 2018                                                   | -                                                                     | 54’ 60’                                                               |
| 13-11-2017                                                            | Kosovska Mitrovica                                                    | Kosovo                                                                | 4 – 3                                                                 | Lettonia                                                              | Amichevole                                                            | -                                                                     | 75’                                                                   |
| 24-3-2018                                                             | Franconville                                                          | Kosovo                                                                | 1 – 0                                                                 | Madagascar                                                            | Amichevole                                                            | -                                                                     | 55’                                                                   |
| 29-5-2018                                                             | Zurigo                                                                | Albania                                                               | 0 – 3                                                                 | Kosovo                                                                | Amichevole                                                            | -                                                                     | 68’                                                                   |
| 21-3-2019                                                             | Pristina                                                              | Kosovo                                                                | 2 – 2                                                                 | Danimarca                                                             | Amichevole                                                            | -                                                                     | 70’                                                                   |
| 10-10-2019                                                            | Pristina                                                              | Kosovo                                                                | 1 – 0                                                                 | Gibilterra                                                            | Amichevole                                                            | -                                                                     | 46’                                                                   |
| 6-9-2020                                                              | Pristina                                                              | Kosovo                                                                | 1 – 2                                                                 | Grecia                                                                | UEFA Nations League 2020-2021 - 1º turno                              | 1                                                                     | 54’ 84’                                                               |
| 11-11-2020                                                            | Elbasan                                                               | Albania                                                               | 2 – 1                                                                 | Kosovo                                                                | Amichevole                                                            | -                                                                     | 46’                                                                   |
| 15-11-2020                                                            | Lubiana                                                               | Slovenia                                                              | 2 – 1                                                                 | Kosovo                                                                | UEFA Nations League 2020-2021 - 1º turno                              | -                                                                     | 16’ 84’                                                               |
| 24-3-2021                                                             | Pristina                                                              | Kosovo                                                                | 4 – 0                                                                 | Lituania                                                              | Amichevole                                                            | -                                                                     | 46’                                                                   |
| 28-3-2021                                                             | Pristina                                                              | Kosovo                                                                | 0 – 3                                                                 | Svezia                                                                | Qual. Mondiali 2022                                                   | -                                                                     | 83’ 88’, 90+2’                                                        |
| 9-9-2023                                                              | Pristina                                                              | Kosovo                                                                | 2 – 2                                                                 | Svizzera                                                              | Qual. Euro 2024                                                       | -                                                                     | 54’                                                                   |
| 12-9-2023                                                             | Bucarest                                                              | Romania                                                               | 2 – 0                                                                 | Kosovo                                                                | Qual. Euro 2024                                                       | -                                                                     | 14’ 82’                                                               |
| 12-10-2023                                                            | Andorra la Vella                                                      | Andorra                                                               | 0 – 3                                                                 | Kosovo                                                                | Qual. Euro 2024                                                       | -                                                                     | 75’                                                                   |
| 12-11-2023                                                            | Pristina                                                              | Kosovo                                                                | 1 – 0                                                                 | Israele                                                               | Qual. Euro 2024                                                       | -                                                                     |                                                                       |
| 18-11-2023                                                            | Basilea                                                               | Svizzera                                                              | 1 – 1                                                                 | Kosovo                                                                | Qual. Euro 2024                                                       | -                                                                     | 66’                                                                   |
| 21-11-2023                                                            | Pristina                                                              | Kosovo                                                                | 0 – 1                                                                 | Bielorussia                                                           | Qual. Euro 2024                                                       | -                                                                     | 67’                                                                   |
| 5-6-2024                                                              | Oslo                                                                  | Norvegia                                                              | 3 – 0                                                                 | Kosovo                                                                | Amichevole                                                            | -                                                                     | 40’                                                                   |
| Totale                                                                |                                                                       | Presenze                                                              | 26                                                                    |                                                                       | Reti                                                                  | 1                                                                     |                                                                       |

## Palmarès

### Club

#### Competizioni nazionali
- Supercoppa d'Albania: 1

Skënderbeu: 2014
- Campionato albanese: 1

Skënderbeu: 2014-2015